# 康桥东站
康桥东站（工程名张江站）位于中华人民共和国上海市浦东新区康桥镇康新公路东侧绿地内、规划康人路与慈桥路交叉口，是上海市域铁路机场联络线的铁路车站。本站为地下二层侧式站台车站，设正线两条、到发线两条，未來可与地铁21号线通过通道换乘。本站于2024年12月27日随机场联络线首通段一同开通。

## 概况

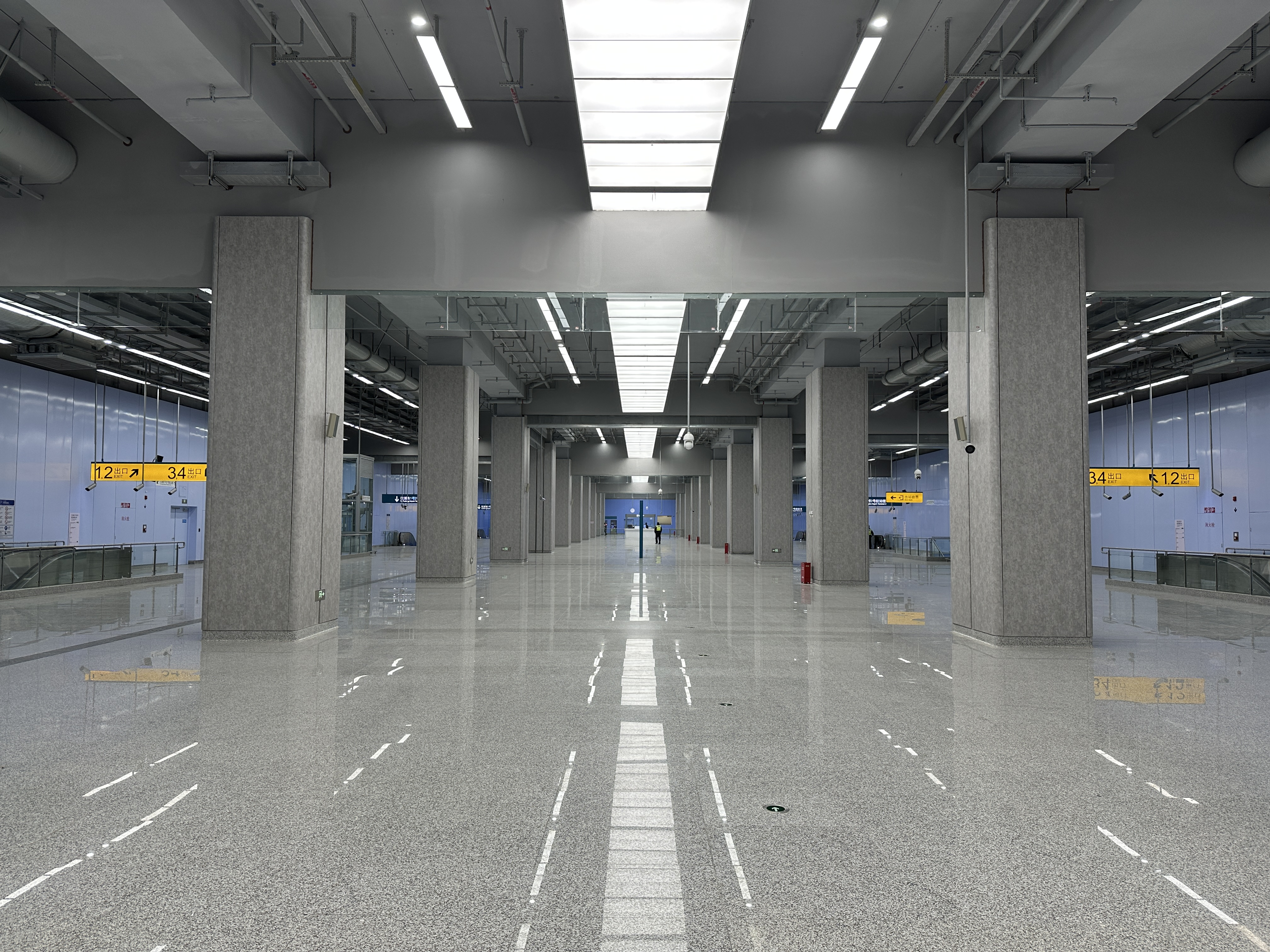
站厅

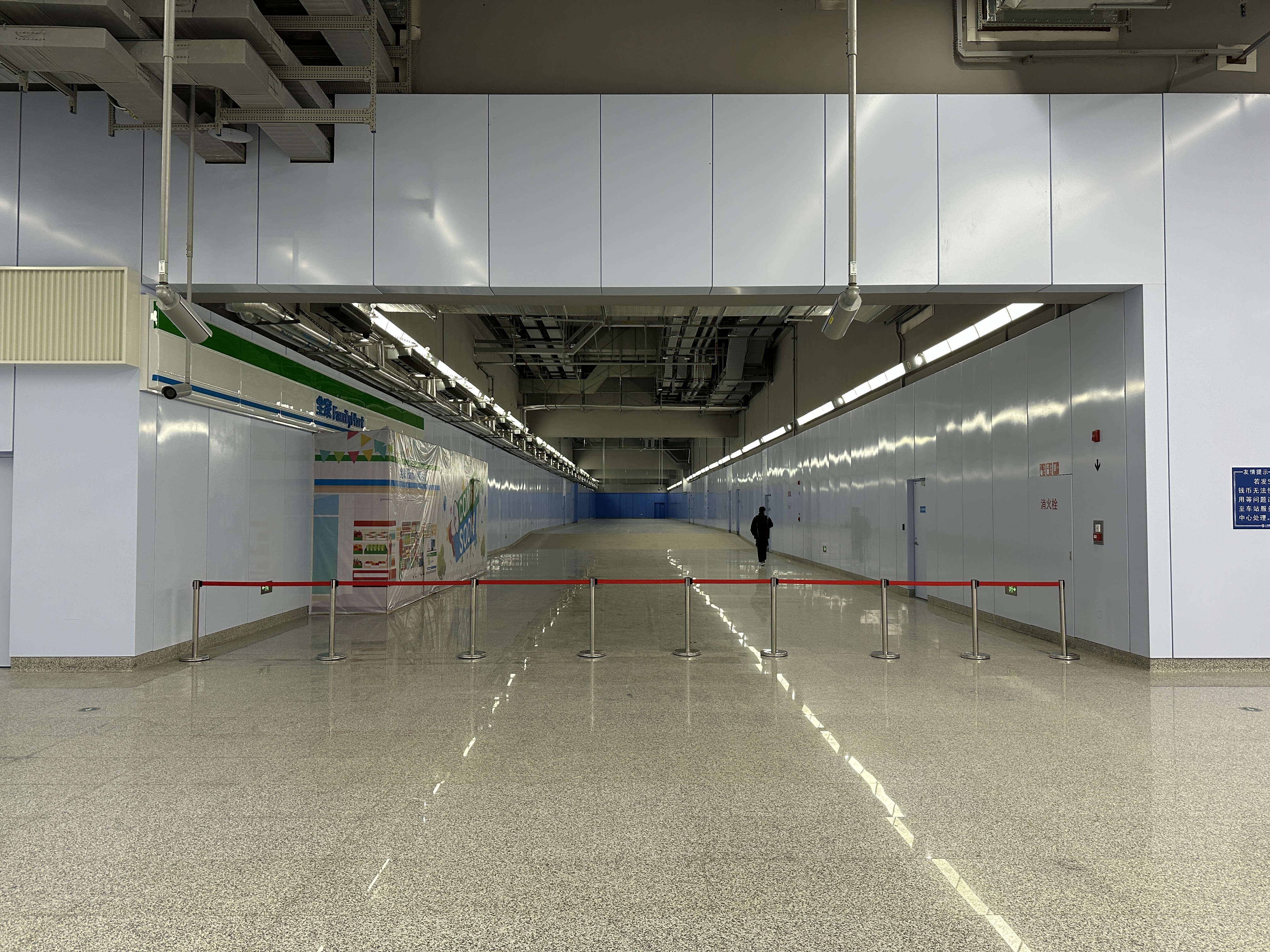
站厅西侧预留浦南线换乘通道

本站在机场联络线早期规划中为高架站，至可行性研究阶段基于“规划原因”调整为地下车站。车站全长691.20米，宽37.2米，总建筑面积49453平方米。车站位于外环高速防护绿地内，周围水网密布，向北为科研企业密集的张江高科技园区。车站设计理念为“入水”，出入口等附属设施采用水波形状的半拱顶棚，与站外绿地内的休闲设施衔接。站内装饰设计体现张江科技创新特色，以蓝色为主。车站计划通过换乘通道连接21号线康桥东站，通道内设置换乘闸机分隔两个系统的付费区。
| 地面层   | 出入口             | 1-4出入口、配套公共服务设施                           |                    |                    |
| 地下一层 | 站厅               | 票务服务、自动售票机、人工服务台                      |                    |                    |
| 地下二层 | 侧式站台，左侧开门 | 侧式站台，左侧开门                                    | 侧式站台，左侧开门 | 侧式站台，左侧开门 |
|          |                    | █ 市域机场线 往浦东1号2号航站楼（上海国际旅游度假区） |                    |                    |
|          |                    | █ 市域机场线通过线                                    |                    |                    |
|          |                    | █ 市域机场线通过线                                    |                    |                    |
|          |                    | █ 市域机场线 往虹桥2号航站楼（三林南）                |                    |                    |
|          | 侧式站台，左侧开门 |                                                       |                    |                    |

## 运营组织
康桥东站设有到发线和单渡线，具有组织越行和折返运营的能力。机场联络线运营筹备过程中，曾有过运营初期开行虹桥站至本站小交路的提议，后未付诸实施。根据理论计算，若机场联络线设置快慢车，则虹桥方向和浦东方向快车越行点均为本站。未来南站支线开通后，国铁列车将会通过本站，但不会在本站停靠。机场联络线开通初期采用虹桥至浦东单一交路、站站停模式运营，故上述情况暂时不会出现。

## 车站出口
康桥东站地面共设有4个常规出入口、两处市民驿站；车站配置的公共设施包括多座观景亭，2号口东侧设计有核酸检测亭。
| 出口编号            | 建议前往目的地   | 照片 |
| ------------------- | ---------------- | ---- |
| 1 · 出口            | 康人路           |      |
| 2 · 出口 · （设有） | 康人路           |      |
| 3 · 出口 · （设有） | 康人路，康新公路 |      |
| 4 · 出口            | 康人路，康新公路 |      |
| 图例： 设有         |                  |      |

## 车站周边
康桥东站周边的后续开发规划是上海市规划自然资源局主办的2023上海城市设计挑战赛的课题之一，该项课题由沐和景观设计公司和曼斡设计咨询公司获得最高奖项。最优方案名为“多孔森林”，在保留周边地区既有树林的同时，移除部分速生林，形成空隙，并设置图书室、健身设施等城市公共设施。